# Lijst van premiers van de Palestijnse Autoriteit
De minister-president van de Palestijnse Autoriteit is het hoofd van de Palestijnse regering.

## Termijn
De minister-president wordt door de president van de Palestijnse Autoriteit benoemd, en wordt hiermee niet direct door het parlement of door de Palestijnen zelf gekozen.

## Lijst van ministers-presidenten
|     | Naam                   | Begin termijn     | Einde termijn                         | Partij                        |
| --- | ---------------------- | ----------------- | ------------------------------------- | ----------------------------- |
| 1.  | Ahmed Hilmi Pasha      | 22 september 1948 | 1959                                  | Arabische Liga                |
| 2.  | Mahmoud Abbas          | 19 maart 2003     | 6 september 2003                      | Fatah                         |
| 3.  | Ahmed Qurei            | 7 oktober 2003    | 18 december 2005                      | Fatah                         |
| 4.  | Nabil Shaath (interim) | 18 december 2005  | 24 december 2005                      | Fatah                         |
| 5.  | Ahmed Qurei            | 24 december 2005  | 3 maart 2006                          | Fatah                         |
| 6.  | Ismail Haniya          | 29 maart 2006     | 2 juni 2014 (betwist na 14 juni 2007) | Hamas (regeert in Gazastrook) |
| 7.  | Salam Fayyad           | 15 juni 2007      | 2 juni 2013                           | Derde Weg Partij              |
| 8.  | Rami Hamdallah         | 3 juni 2013       | 14 april 2019                         | Fatah                         |
| 9.  | Mohammad Shtayyeh      | 14 april 2019     | 31 maart 2024                         | Fatah                         |
| 10. | Mohammad Mustafa       | 31 maart 2024     |                                       | onafhankelijk                 |

## Geschiedenis
De eerste minister-president van de Palestijne Autoriteit werd benoemd in 2003, toen de internationale wereld onder leiding van Israël en de Verenigde Staten weigerde met Yasser Arafat te onderhandelen en een andere vertegenwoordiger voor de Palestijnen wilden. Zij noemden de naam van Mahmoud Abbas, die bekendstond als een pragmatische en tot onderhandelingen bereid zijnde Palestijn. Onder deze druk stelde Arafat op 30 april 2003 Abbas aan als de eerste premier van de Palestijnse Autoriteit.

## Galerij

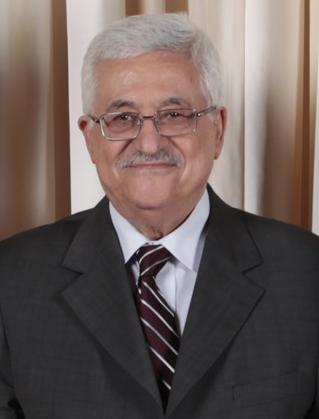
Mahmoud Abbas (2003)
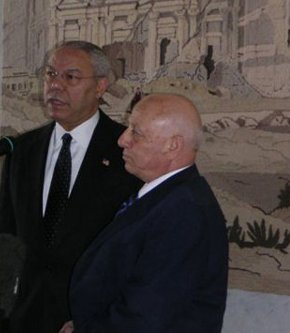
Ahmed Qurei (2003-2005, 2005-2006)
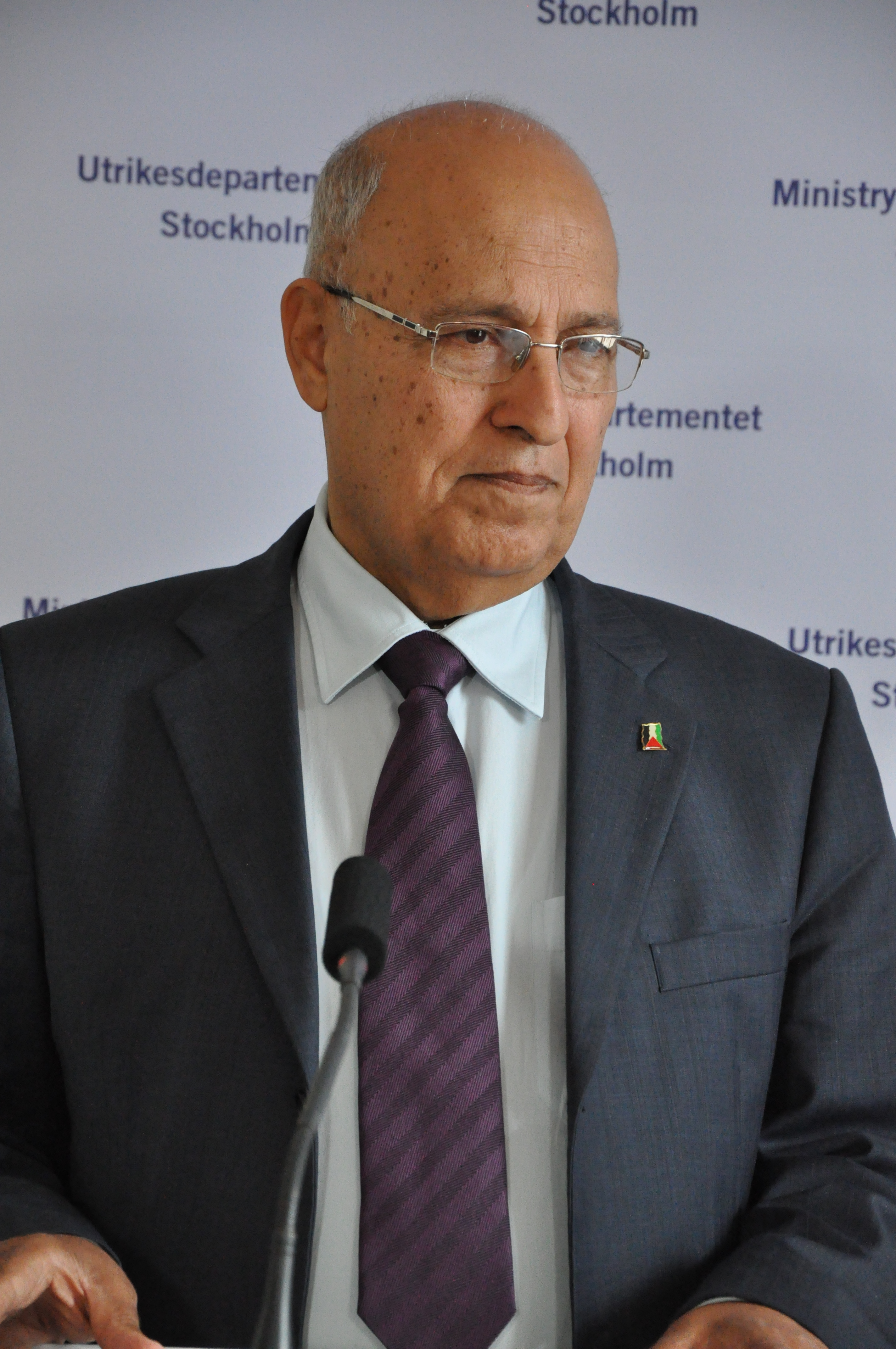
Nabil Shaat (2005)
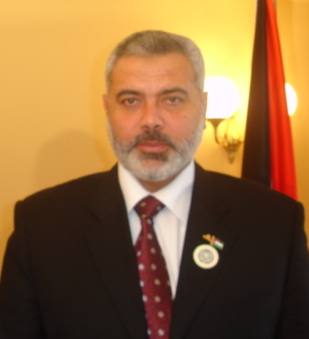
Ismail Haniya (2006-2007)
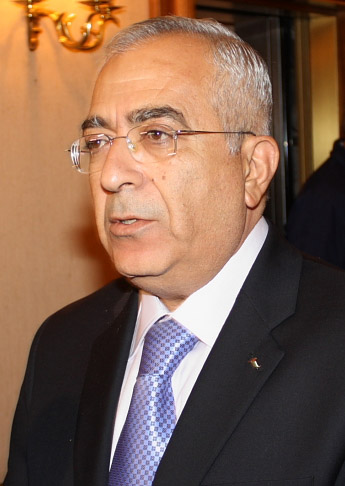
Salam Fayyad (2007-2013)
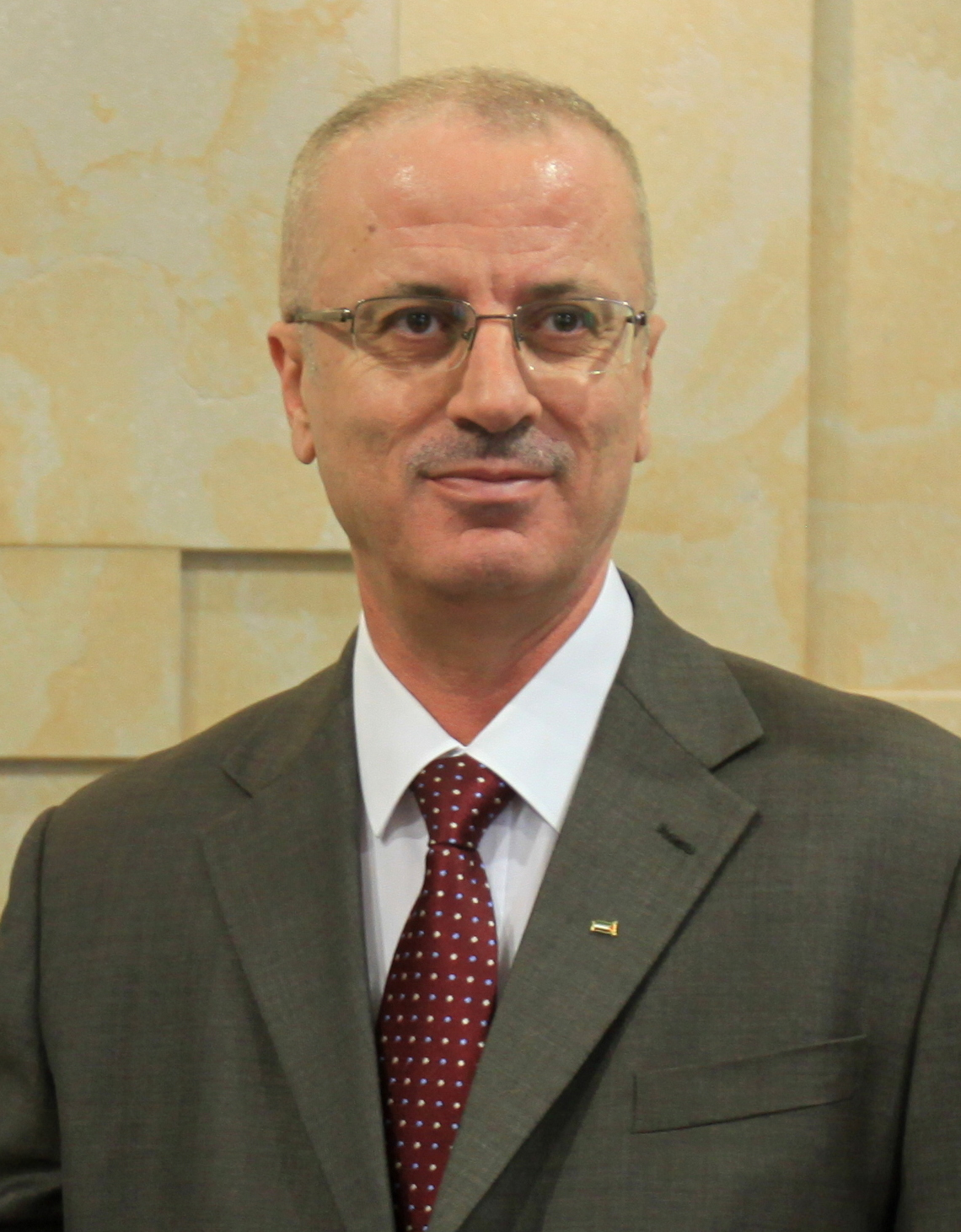
Rami Hamdallah (2013-2019)
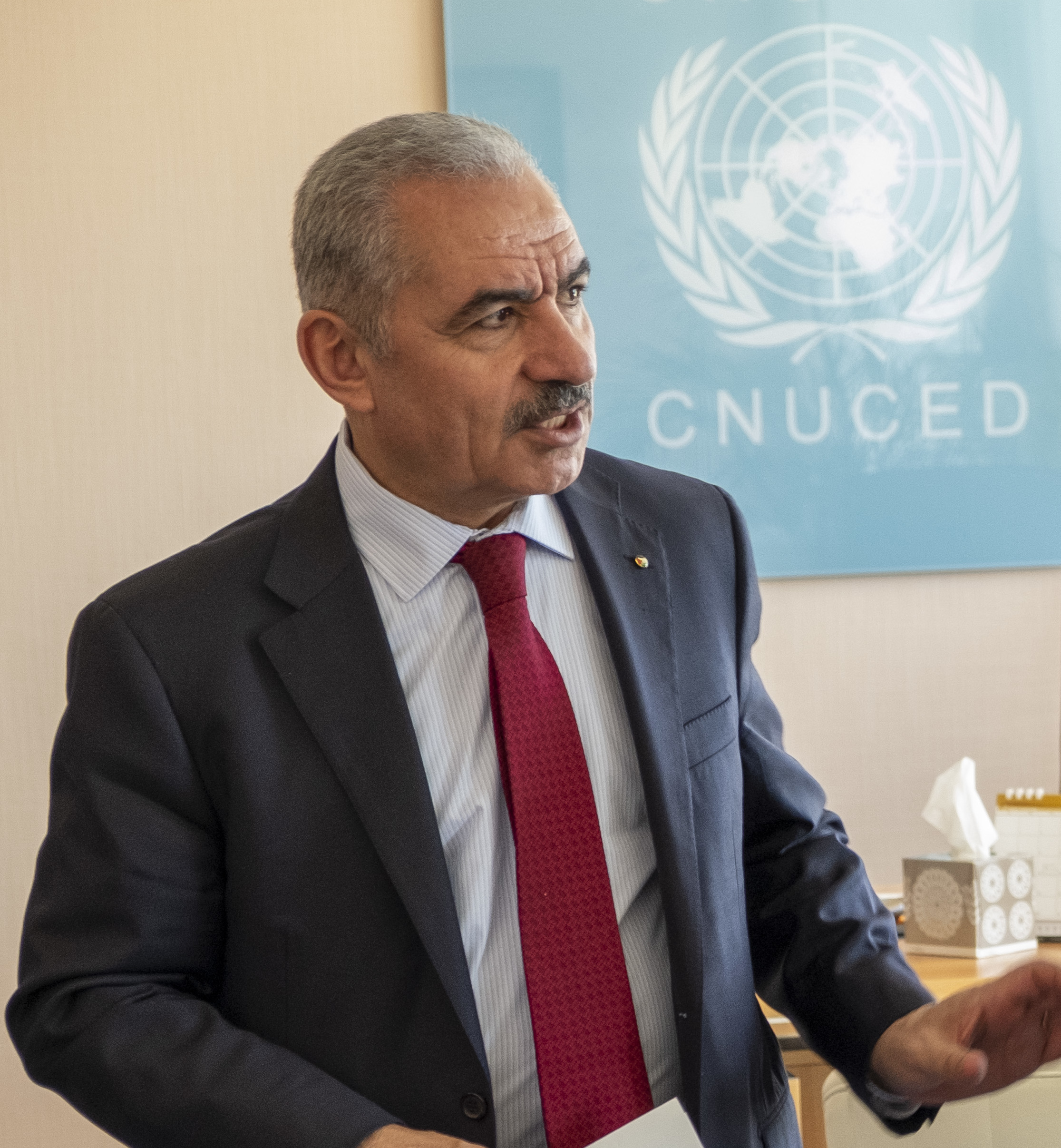
Mohammad Shtayyeh (2019-2024)
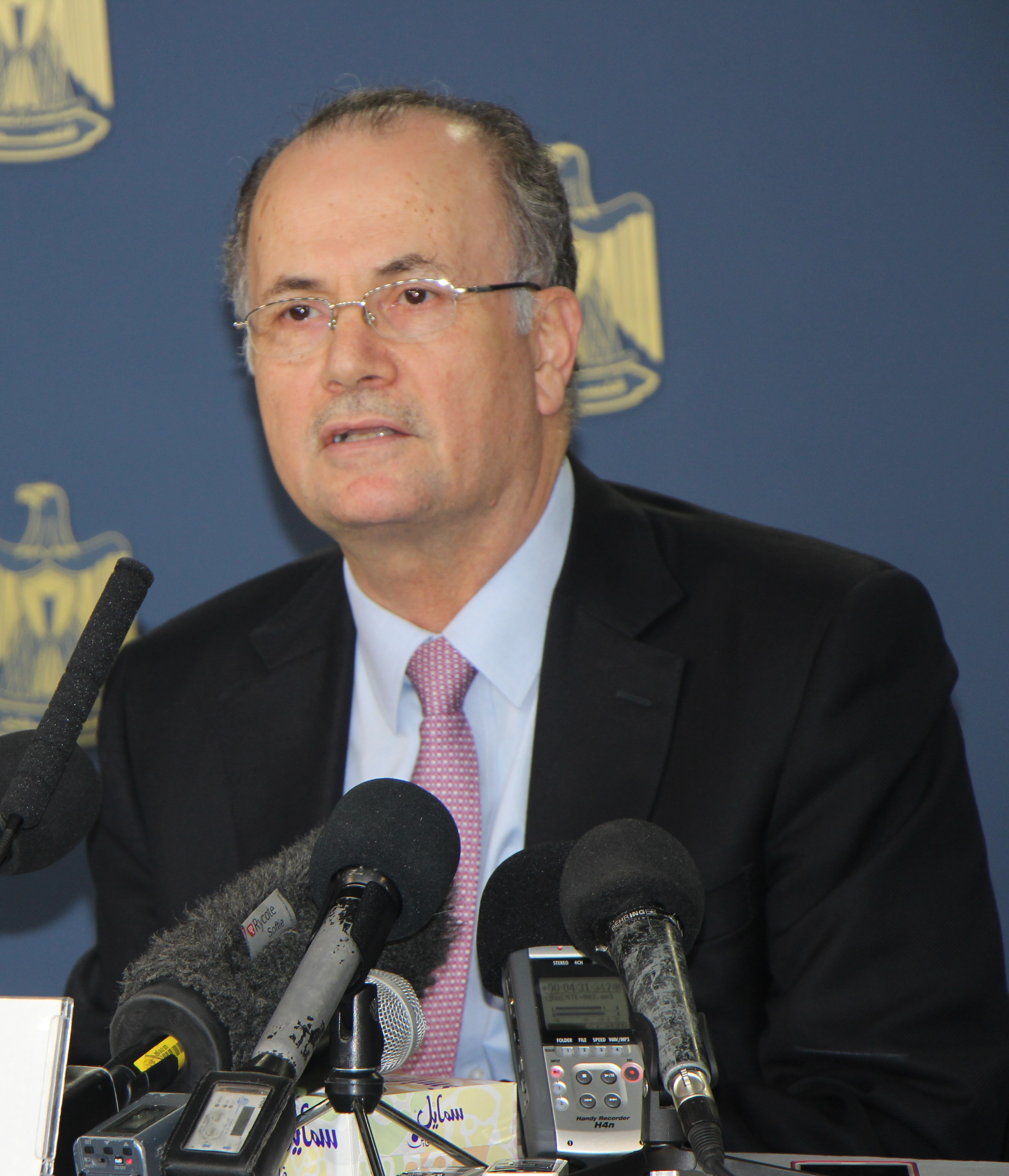
Mohammad Mustafa (sinds 2024)